# HMS Rodney (1927)
HMS Rodney (29) was een slagschip van de Nelsonklasse dat dienstdeed bij de Britse marine. Het schip was genoemd naar admiraal George Brydges Rodney. De Rodney was een van de schepen die deelnam aan de jacht op de Bismarck.

## Geschiedenis
HMS Rodney werd gebouwd conform de beperkingen van het Verdrag van Washington van 1922. De standaardwaterverplaatsing van nieuwe slagschepen werd beperkt tot 35.000 ton. Haar ontwerp werd gekenmerkt door een aantal merkwaardige compromissen die door het Vlootverdrag van Washington waren opgelegd. De 16-inch (406-mm) kanonnen waren de hoofdbewapening van het slagschip. De negen kanonnen waren geplaatst in drie geschuttorens die zich allen op het voorschip bevonden. De snelheid van het schip werd gereduceerd en de maximale bepantsering van vitale delen werd beperkt. Nog tijdens de ontwerpfase werden de ontwerpers geconfronteerd met allerlei beperkingen die door het vlootverdrag werden opgelegd. HMS Rodney en haar zusterschip HMS Nelson werden tot aan de bouw van nieuwe slagschepen in 1936 beschouwd als de machtigste slagschepen van hun tijd.
De kiellegging van HMS Rodney vond plaats op 28 december 1922. Op diezelfde dag werd ook de kiel gelegd van het zusterschip HMS Nelson. Het slagschip werd gebouwd te Birkenhead door de scheepswerf van Cammell Laird. De tewaterlating gebeurde op 17 december 1925 en het schip ging op 10 november 1927 in dienst. Dit was drie maanden later dan de indienststelling van haar zusterschip. De bouwkosten van de Rodney bedroegen 7.617.000 Britse pond.
In 1929 was George Campell Ross (later admiraal) commandant van de Rodney. Hij was de zoon van Archibald Ross, scheepsbouwkundig ingenieur en pionier op het gebied van scheepsbouw.

## In dienst
Vanaf de indienststelling tot aan het uitbreken van de Tweede Wereldoorlog in september 1939, maakte HMS Rodney deel uit van de Home Fleet. In 1931 namen de bemanningen van de Nelson en de Rodney deel aan de Invergordon Muiterij. Eind december 1939 lag de Rodney een tijd lang in dok, vanwege problemen met de stuurinrichting.

## Tweede Wereldoorlog

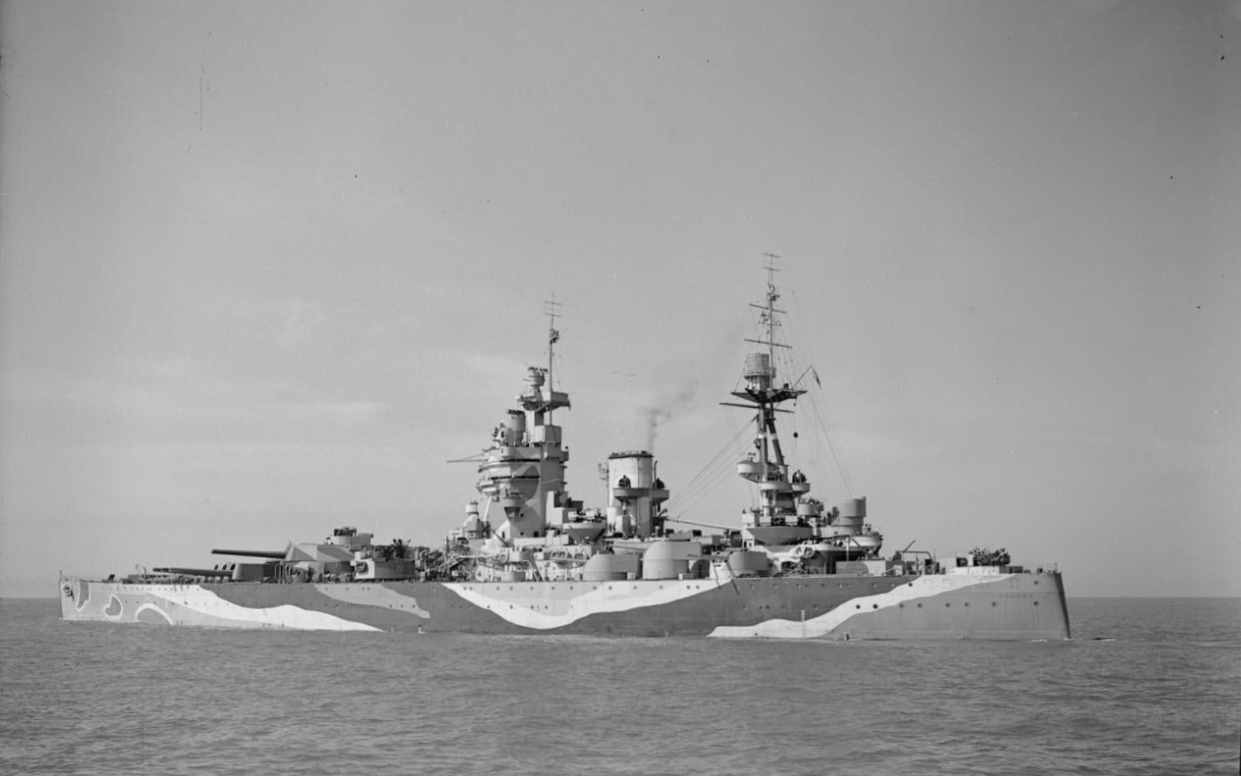
HMS Rodney na een werfonderhoud in Liverpool

Op 30 oktober 1939 voer de Rodn0ey met haar zusterschip Nelson en de slagkruiser HMS Hood en tien torpedobootjagers op de Noordzee. De U-56 viel het eskader aan en trof de Nelson met drie torpedo's maar die waren alle drie blindgangers.
Op 9 april 1940 vielen Duitse vliegtuigen HMS Rodney aan bij Karmøy, in de buurt van Bergen. Ze werd getroffen door een 500 kg-bom die door het pantserdek sloeg, maar niet benedendeks ontplofte. Op 13 september 1940 werd het schip overgeplaatst van Scapa Flow naar Rosyth, om te opereren in Het Kanaal vanwege de dreigende Duitse invasie van Verenigd Koninkrijk, die er uiteindelijk nooit kwam. In november en december voerde het schip escortetaken uit tussen Groot-Brittannië en Halifax, Nova Scotia. In januari 1941 nam het schip deel aan de jacht op de Duitse slagschepen Scharnhorst en Gneisenau, echter zonder succes.
Op 16 maart, toen het slagschip een konvooi begeleidde in de Noord-Atlantische Oceaan, werden de Duitse slagschepen waargenomen, maar het kwam niet tot een treffen. De Duitsers beseften dat ze niet waren opgewassen tegen de superieure vuurkracht van HMS Rodney en verlegden hun koers.

## De Bismarck
In mei 1941 voer HMS Rodney onder commando van admiraal Frederick Dalrymple-Hamilton. HMS Rodney en drie torpedojagers begeleidden het troepentransportschip RMS Britannic naar Canada. RMS Britannic had burgers aan boord die onderweg waren naar Canada. Eenmaal in Canada zou het troepentransportschip Canadese troepen overbrengen naar Groot-Brittannië. Tijdens haar reis naar Canada kreeg het slagschip op 24 mei opdracht deel te nemen aan de jacht op de Bismarck. Op 26 mei voer het samen met HMS King George V met admiraal John Tovey als eskadercommandant. Deze stuurde de torpedobootjagers terug naar Groot-Brittannië om te bunkeren. HMS Rodney moest nu samen met HMS King George V de volgende dag de strijd aanbinden met de Bismarck. In de vroege ochtend van 27 mei 1941, kregen de beide slagschepen, die werden vergezeld door de kruisers HMS Norfolk en HMS Dorsetshire de stuurloze Bismarck in zicht. Het Duitse slagschip was een dag eerder getroffen door een vliegtuigtorpedo die gelanceerd werd door een Fairey Swordfish-torpedovliegtuig. De torpedo sloeg in aan bakboord-achterschip en beschadigde een van de roeren. Het kwam tot een treffen met de Britse schepen maar de kanonnen van de Bismarck werden door het Britse geschutvuur al snel uitgeschakeld. HMS Rodney bestookte de Bismarck tot die geheel in brand stond. Een 16-inch (406-mm) granaat van HMS Rodney doorboorde de geschuttoren "Bruno", die vervolgens explodeerde. HMS Rodney moest vanwege brandstoftekort de strijd vroegtijdig beëindigen. Het slagschip was wel nog getuige van het lanceren van torpedo's door HMS Dorsetshire. De bemanning van de Rodney zag de Bismarck nog ten onder gaan.

## Force H

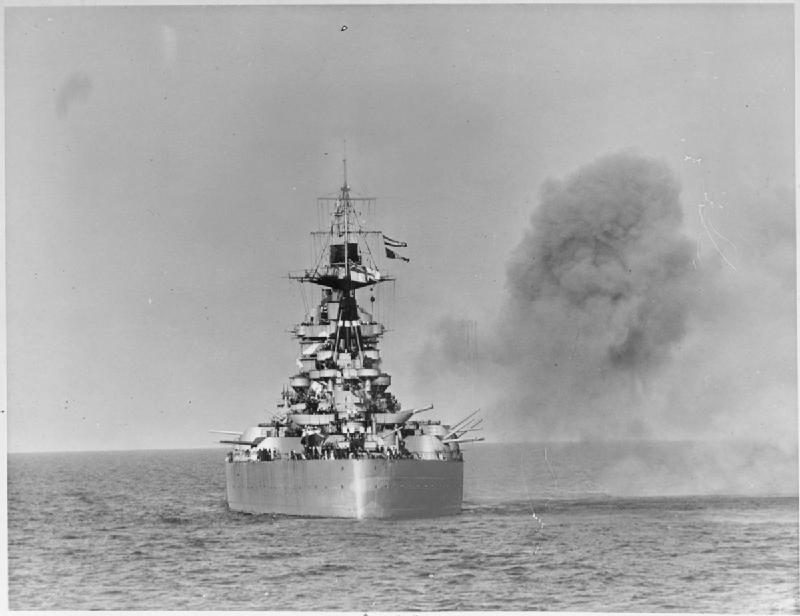
HMS Rodney verleent vuursteun tijdens de landing in Normandië

Daarna vertrok HMS Rodney naar Boston, Massachusetts. Bij de South Boston Navy Yard werden haar machines gereviseerd. De Verenigde Staten was formeel nog niet bij de oorlog betrokken en dit was een doorn in het oog van de asmogendheden. Zij waren van mening dat de Amerikaanse regering zo onverholen steun betuigde aan de Britten. Aangezien de reparaties nog enkele weken in beslag zouden nemen, werd de Britse bemanning ingedeeld bij de plaatselijke kampen van het Civilian Conservation Corps.
In september maakte HMS Rodney deel uit van Force H in Gibraltar en begeleidde ze konvooien naar Malta.
In november keerde het schip terug naar zijn thuisbasis en werd het vervolgens een maand lang gestationeerd in IJsland. Het schip lag hierna tot mei 1942 bij de werf voor onderhoud en reparaties.
Na de dokbeurt maakte het slagschip weer deel uit van Force H, waar het opnieuw konvooien begeleidde naar Malta. Ook nam ze deel aan Operatie Toorts, de invasie van Noordwest-Afrika. Later was het schip betrokken bij de invasie van Sicilië en Salerno. Vanaf oktober 1943 maakte de Rodney deel uit van de Home Fleet en nam het schip deel aan de invasie in Normandië in juni 1944. Ze bestookte met namen Duitse posities in Caen en Andernay. In september 1944 begeleidde het schip een konvooi naar Moermansk, in het noordwesten van de Sovjet-Unie.
Gedurende de oorlog legde het schip meer dan 156.000 zeemijl (289.000 kilometer) af. Vanwege de terugkerende problemen met haar voortstuwing en vanwege haar relatieve ouderdom werd het schip, in tegenstelling tot haar zusterschip HMS Nelson, vlak na de oorlog overgebracht naar de reservevloot in Scapa Flow geplaatst. Zij bleef daar tot ze in februari 1948 uit dienst werd gesteld en voor de sloop verkocht werd. Haar laatste reis was op 26 maart 1948 naar de sloperij in Inverkeithing.

## HMS Rodney (29), (1929)
- Klasse: Slagschip - Nelson-klasse
- Kiellegging: 28 december 1922 - Birkenhead, Cammell Laird-scheepswerf.
- Tewaterlating: 17 december 1925
- In dienst gesteld: 10 november 1927
- Ontmanteld: 1946
- Geschrapt: 1947
- Gesloopt: 26 maart 1948

### Algemene kenmerken
- Waterverplaatsing: 33.950 ton (38.000 ton volledig beladen)
- Lengte: 710 voet - 220 m
- Breedte: 106 voet - 32 m
- Diepgang: 33 voet - 10 m
- Aandrijving: 8 Admiralty 3-cilinder oliegestookte stoomketels, 2 Brown-Curtis stoomturbines, 2 schroeven
- Vermogen: 45.000 pk (33,6 MW)
- Snelheid: 23,8 knopen (33,10 km/h)
- Reikwijdte: 7.000 zeemijl bij 16 knopen (13.000 km bij 30 km/h)
- Bemanning: 1.640 manschappen

### Bewapening
- (1945) 3x3 = 9 x 16 inch (406 mm) kanonnen
- 6x2 = 12 x 6 inch (152 mm) Mk XXII kanonnen
- 6 + 2 = 8 x 4,7 inch (102 mm) Mk VIII kanonnen
- 6x8 = 48 x 2 ponder luchtafweer snelvuurkanonnen
- 20 x 20 mm Oerlikon luchtafweer snelvuurkanonnen
- Uitrusting: 14,12 inch (358,6 mm) gordelmachinegeweren (6,32 inch (161 mm) aan dek)
- 12 inch (300 mm) aan de torenzijde
- 16,24 inch (412,5 mm) torenzijde
- 14 inch (360 mm) aan torenzijde
- Vliegtuigkatapult: 1 x katapult op C-toren
- 2 vliegtuigen